# Dänischer Fußballpokal 1954/55
Der Dänische Fußballpokal 1954/55 war die erste Austragung des dänischen Pokalwettbewerbs der Männer. Er wurde vom dänischen Fußballverband ausgetragen. Das Finale fand am 9. Juni 1955 im Københavns Idrætspark von Kopenhagen statt. Pokalsieger wurde Aarhus GF, der sich im Finale gegen den IK Aalborg Chang durchsetzte.
Alle Begegnungen wurden in einem Spiel ausgetragen. Bei unentschiedenem Ausgang wurde zur Ermittlung des Siegers eine Verlängerung gespielt. Stand danach kein Sieger fest, folgte ein Elfmeterschießen. Ab dem Halbfinale wurde bei einem Remis das Spiel wiederholt.

## 1. Runde
Es nahmen 54 Mannschaften unterhalb der ersten drei Klassen teil.
|                        | Ergebnis              |                    |
| ---------------------- | --------------------- | ------------------ |
| Assens G&IK            | 3:6                   | Haderslev FK       |
| IF Skjold Birkerød     | 5:1                   | Ringsted IF        |
| Borup IF               | 3:3 n. V. (1:2 i. E.) | IK Skovbakken      |
| BK Dalgas              | 3:2                   | Nakskov BK         |
| Dannemarre IF          | 1:2                   | Husum BK           |
| Fredericia fF          | 7:2                   | Rødding IF         |
| FIF Hillerød           | 4:2                   | Hedehusene IK      |
| Grindsted G&IF         | 1:4                   | Kolding IF         |
| Hammel GF              | 2:1                   | Frederikshavn fI   |
| Haslev IF              | 2:1                   | Slagelse B&I       |
| Handelsstandes BK      | 0:3                   | Svebølle B&I       |
| Hjørring IF            | 2:1                   | Silkeborg IF       |
| Holbæk B&I             | 4:5 n. V.             | BK Mariendal       |
| Kalundborg GB          | 6:0                   | BK Hekla           |
| Kastrup BK             | 5:0                   | BK Heimdal         |
| Lillerød IF            | 3:6                   | Christianshavns IK |
| BK Marienlyst          | 2:2 n. V. (4:5 i. E.) | BK Frem Odense     |
| Nykøbing Mors IF       | 0:4                   | Ikast FS           |
| Næsby G&IF             | 2:4                   | Rudkøbing BK       |
| Ringkøbing IF          | 5:0                   | Grønbjerg IF       |
| Tarp BK                | 1:3                   | Dalum IF           |
| BK Thor                | 5:3                   | Langeskov IF       |
| Toreby-Grænge BK       | 2:4                   | Nexø BK            |
| Tårnby BK              | 1:1 n. V. (2:4 i. E.) | BK Rødovre         |
| Vejgaard BSK           | 4:1                   | Nørresundby BK     |
| Vordingborg IF         | 4:3                   | Lyngby BK          |
| Vorup Frederiksberg BK | 3:1                   | Hobro BK           |

## 2. Runde
Teilnehmer waren die 27 Sieger der ersten Runde und 5 Mannschaften mit Freilos in der ersten Runde: Frederiksberg BK, Svendborg BK, Viborg FF, Viby IF und IK Viking Rønne.
|                    | Ergebnis  |                        |
| ------------------ | --------- | ---------------------- |
| Christianshavns IK | 3:2       | Fredericia fF          |
| FIF Hillerød       | 1:2       | Viby IF                |
| BK Frem Odense     | 1:6       | IK Viking Rønne        |
| Haderslev FK       | 0:2       | Frederiksberg BK       |
| Hjørring IF        | 1:2       | Vorup Frederiksberg BK |
| Ikast FS           | 6:2       | IF Skjold Birkerød     |
| BK Mariendal       | 3:0       | Haslev IF              |
| Nexø BK            | 4:2       | BK Thor                |
| Ringkøbing IF      | 2:3 n. V. | Kalundborg GB          |
| Rudkøbing BK       | 3:5       | Kastrup BK             |
| BK Rødovre         | 1:2       | Hammel GF              |
| IK Skovbakken      | 6:1       | Husum BK               |
| Svebølle B&I       | 3:4 n. V. | Dalum IF               |
| Vejgaard BSK       | 2:3 n. V. | BK Dalgas              |
| Viborg FF          | 2:1       | Svendborg BK           |
| Vordingborg IF     | 2:4       | Kolding IF             |

## 3. Runde
Teilnehmer: Die 16 Sieger der zweiten Runde, Siebter bis Zehnter der 2. Division 1953/54, Erster bis Zehnter der 3. Division 1953/54, sowie die beiden Aufsteiger in die 3. Division.
|                        | Ergebnis              |                    |
| ---------------------- | --------------------- | ------------------ |
| Brønshøj BK            | 0:2                   | Ikast FS           |
| BK Dalgas              | 2:3 n. V.             | Hammel GF          |
| Dalum IF               | 0:2                   | Vejen SF           |
| Kalundborg GB          | 1:1 n. V. (4:2 i. E.) | B 1921 Nykøbing    |
| Kastrup BK             | 1:5                   | Horsens fS         |
| Kolding IF             | 1:3                   | IK Aalborg Chang   |
| Lendemark BK           | 1:0                   | Fremad Amager      |
| BK Mariendal           | 1:5                   | Frederiksberg BK   |
| Nexø BK                | 1:2 n. V.             | B 1901 Nykøbing    |
| Odense KFUM            | 2:1                   | KFUM Kopenhagen    |
| Randers SK Freja       | 4:2                   | IK Skovbakken      |
| Vanløse IF             | 3:2                   | Hellerup IK        |
| Viborg FF              | 4:3                   | Christianshavns IK |
| Viby IF                | 5:0                   | Brande IF          |
| IK Viking Rønne        | 1:2                   | Nyborg G&IF        |
| Vorup Frederiksberg BK | 1:5                   | Helsingør IF       |

## 4. Runde
Teilnehmer: Die 16 Sieger der dritten Runde, Erster bis Zehnter der 1. Division 1953/54 und Erster bis Sechster der 2. Division 1953/54.
|                  | Ergebnis  |                      |
| ---------------- | --------- | -------------------- |
| AB Gladsaxe      | 3:1       | B 1903 Kopenhagen    |
| B.93 Kopenhagen  | 3:2       | Horsens fS           |
| B 1901 Nykøbing  | 0:4       | Kjøbenhavns Boldklub |
| B 1909 Odense    | 2:0       | B 1913 Odense        |
| Frederiksberg BK | 2:1 n. V. | IF AIA-Tranbjerg     |
| Hammel GF        | 1:7       | BK Frem Kopenhagen   |
| Ikast FS         | 4:3 n. V. | Esbjerg fB           |
| Kalundborg GB    | 1:0       | Nyborg G&IF          |
| Køge BK          | 0:1       | Aarhus GF            |
| Odense BK        | 8:2       | Lendemark BK         |
| Randers SK Freja | 3:2       | Vejle BK             |
| Skovshoved IF    | 4:1       | Odense KFUM          |
| Vanløse IF       | 3:0       | Helsingør IF         |
| Viborg FF        | 2:1       | Aalborg BK           |
| Viby IF          | 3:2       | Vejen SF             |
| IK Aalborg Chang | 5:3 n. V. | Næstved IF           |

## Achtelfinale
|                    | Ergebnis |                      |
| ------------------ | -------- | -------------------- |
| AB Gladsaxe        | 4:1      | Ikast FS             |
| Frederiksberg BK   | 0:4      | Vanløse IF           |
| BK Frem Kopenhagen | 0:3      | Aarhus GF            |
| Odense BK          | 13:10    | Kalundborg GB        |
| Randers SK Freja   | 2:0      | B.93 Kopenhagen      |
| Viby IF            | 2:1      | Kjøbenhavns Boldklub |
| Viborg FF          | 1:0      | Skovshoved IF        |
| IK Aalborg Chang   | 3:2      | B 1909 Odense        |

## Viertelfinale
|             | Ergebnis  |                  |
| ----------- | --------- | ---------------- |
| AB Gladsaxe | 0:2       | Vanløse IF       |
| Aarhus GF   | 2:1 n. V. | Randers SK Freja |
| Viborg FF   | 2:3       | IK Aalborg Chang |
| Viby IF     | 1:2       | Odense BK        |

## Halbfinale
|                  | Ergebnis  |            |
| ---------------- | --------- | ---------- |
| Aarhus GF        | 3:1 n. V. | Odense BK  |
| IK Aalborg Chang | 1:0       | Vanløse IF |

## Finale
| Paarung          | Aarhus GF – IK Aalborg Chang |
| Ergebnis         | 4:0 (0:0) |
| Datum            | 9. Juni 1955 |
| Stadion          | Københavns Idrætspark, Kopenhagen |
| Zuschauer        | 10.300 |
| Schiedsrichter   | Helge Andersen |
| Tore             | 1:0 Henning Bjerregaard (54.) 2:0 Svenning Pilgaard (60.) 3:0 Aage Rou Jensen (77.) 4:0 Henning Bjerregaard (86.)                                                                                                 |
| Aarhus GF        | Henry From – John Amdisen, Per Knudsen, Erik Jensen – Hans Christian Nielsen, Jørgen Olesen – Svenning Pilgaard, Gunnar Kjeldbjerg, Henning Bjerregaard, Aage Rou Jensen, Frede Kjeldsen. Cheftrainer: Géza Toldi |
| IK Aalborg Chang | Erik Arenkild Rasmussen – Caspar Steffensen, Hans Christensen – Hans Høgsberg, Ove Schrøder – Jens Erik Arentoft, Erik Jensen, Egon Johansen, Erik Jacobsen, Jørgen Jensen. Cheftrainer: Kaj Hansen               |